# Heute
Heute er et tv-nyhedsprogram på den tyske kanal ZDF. Hovedprogrammet udsendes kl. 19.00 og inkluderer nyheder med vægt på politiske nyheder fra Tyskland, Europa og verden plus 'blandede' nyheder fra kulturlivet eller underholdning og sportsnyhederne med en ekstra præsentator. Vejrudsigten kommer op omkring 19:22 efter en pause med reklamer. Åbningssekvensen for hver udsendelse har et analogt ur, et signaturelement i programmet.
Nyhedsudsendelserne Heute fra ZDF og Tagesschau fra ARD/Das Erste er de vigtigste udsendelser fra tysk offentligt-tv, der starter aftenprogrammet. Annoncer kan ikke vises på offentligt tv i Tyskland efter kl. 20.00.